# Aspach (Ausztria)
Aspach osztrák mezőváros Felső-Ausztria Braunau am Inn-i járásában. 2019 januárjában 2605 lakosa volt. 

## Elhelyezkedése

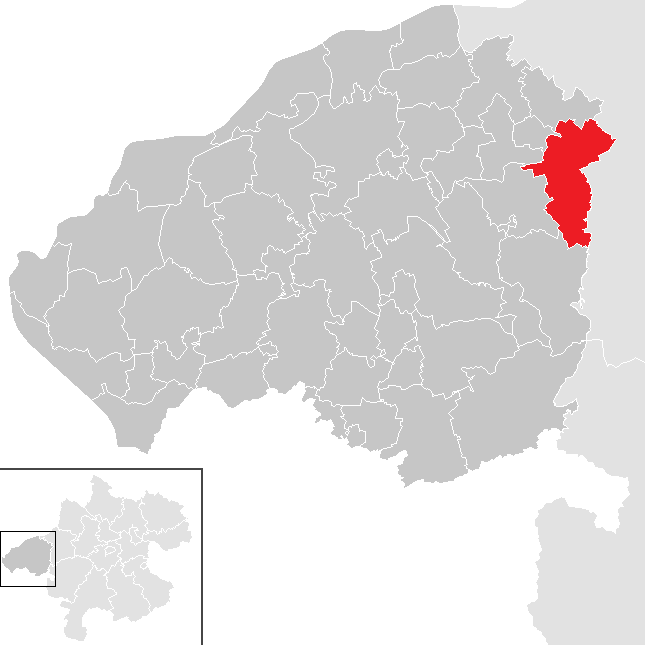
Aspach a Braunau am Inn-i járásban

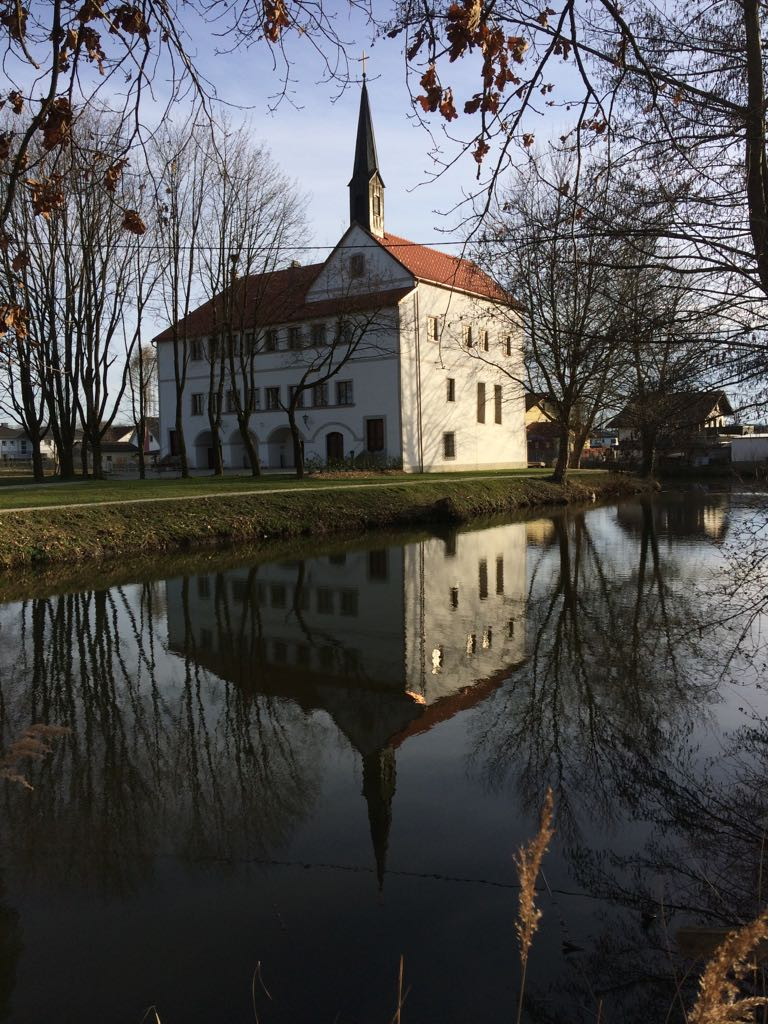
A wildenaui kastély

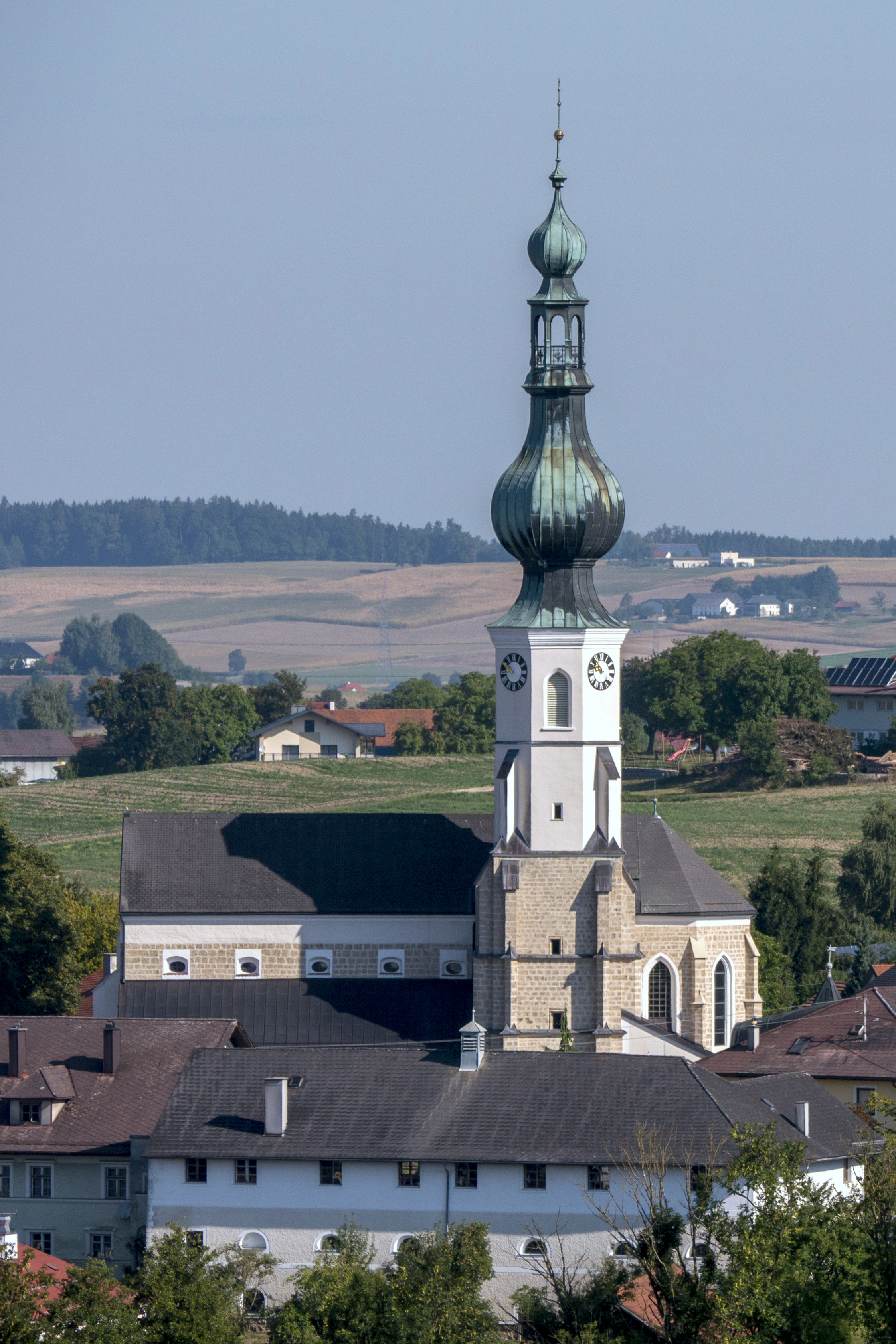
A Mária mennybevétele-plébániatemplom

Aspach Felső-Ausztria Innviertel régiójában fekszik a Kobernaußerwald dombságán, a Leithenbach folyó mentén. Területének 17,5%-a erdő, 73,3% áll mezőgazdasági művelés alatt. Az önkormányzat 38 településrészt és falut egyesít: Aichet (15 lakos 2018-ban), Aspach (871), Au (92), Baumgarten (33), Buchleiting (20), Döging (19), Dötting (17), Ecking (8), Eigelsberg (36), Eisecking (19), Englham (28), Hinterholz (130), Hobling (16), Kappeln (31), Kasing (39), Kasting (45), Katzlberg (9), Kleinschneidt (40), Leithen (29), Leithen am Walde (31), Maierhof (25), Migelsbach (81), Mitterberg (12), Naderling (8), Niederham (6), Offenschwandt (25), Parz (1), Pimberg (35), Ried (17), Roith (35), Rottersham (15), Steinberg (42), Teinsberg (11), Thal (15), Wasserdobl (37), Weißau (10), Wieselberg (24) és Wildenau (678).
A környező önkormányzatok: délre Sankt Johann am Walde, délnyugatra Höhnhart, nyugatra Roßbach, északnyugatra Sankt Veit im Innkreis, északra Polling im Innkreis, északkeletre Kirchheim im Innkreis, keletre Mettmach.   

## Története
Az Ausztriában tartózkodó Enea Piccolominit (a leendő II. Piusz pápát) a passaui püspök 1444-ben kinevezte az aspachi esperesség fejévé; a tisztséget az 1447-ig töltötte be. Aspach alapításától kezdve egészen 1779-ig Bajorországhoz tartozott, amikor azonban a bajor örökösödési háborút lezáró tescheni béke következtében a teljes Innviertel Ausztriához került át. A 18 században a Wittelsbachoktól származó Wartenberg grófok rendelkeztek egy jelentős földbirtokkal Aspachban. A napóleoni háborúk során 1809-ben a régiót a franciákkal szövetséges Bajorország visszakapta, majd Napóleon bukása után ismét Ausztriáé lett. 
A köztársaság 1918-as megalakulásakor Aspachot Felső-Ausztria tartományhoz sorolták, majd 1928-ban mezővárosi rangra emelték. 1929-ben egy vihar ledöntötte a templom tornyát, amely a sekrestyés házára zuhant, de senki sem sérült meg. Miután Ausztria 1938-ban csatlakozott a Német Birodalomhoz, az Oberdonaui gau része lett. A második világháború után a község visszakerült Felső-Ausztriához.  

## Lakosság
Az aspachi önkormányzat területén 2019 januárjában 2605 fő élt. A lakosságszám 1981 óta gyarapodó tendenciát mutat. 2016-ban a helybeliek 93,2%-a volt osztrák állampolgár; a külföldiek közül 1,8% a régi (2004 előtti), 4,2% az új EU-tagállamokból érkezett. 2001-ben a lakosok 96,1%-a római katolikusnak, 1% mohamedánnak, 1,2% pedig felekezeten kívülinek vallotta magát. 
A lakosság számának változása:

| 2016 | 2 501 |
| 2018 | 2 596 |

## Látnivalók
- a volt aspachi kastélyt a karmelita nővérek az 1920-as években szanatóriummá alakították át.
- a wildenaui kastély
- a Mária mennybevétele-plébániatemplom

## Fordítás
- Ez a szócikk részben vagy egészben  az   Aspach (Oberösterreich) című német Wikipédia-szócikk ezen változatának fordításán alapul.  Az eredeti cikk szerkesztőit annak laptörténete sorolja fel. Ez a jelzés csupán a megfogalmazás eredetét és a szerzői jogokat jelzi, nem szolgál a cikkben szereplő információk forrásmegjelöléseként.